# Дніпрошина
«Дніпрошина» (колишній «Дніпропетровський шинний завод») (ВАТ) (ПФТС: DNSH) — завод з виробництва шин та гумово-технічних виробів у Дніпрі.

## Історія
- 1956 — розпочато будівництво Дніпропетровського шинного заводу.
- 1961 — введено в дію першу чергу заводу.
- 1962 — введений в експлуатацію цех з виробництва масивних шин.
- 1963 — будівництво і введення потужностей з відбудовного ремонту шин.
- 1968 — запущена лінія з виробництва мотошин.
- 1969 — введено в дію першу чергу виробництва великогабаритних шин.
- 1979 — Дніпропетровський шинний завод перетворено у виробниче об'єднання «Дніпрошина»
- 1980 — введення лінії з виробництва радіальних великогабаритних шин для трактора «Кіровець» К-701.
- 1982 — запуск лінії з виробництва радіальних шин з металокордних брекером 320—508Р.
- 1985 — розпочато виготовлення покришок з цільним металокордом для швидкісних міжміських автобусів і вантажних автомобілів.
- 1986 — розпочато випуск шин 30,5 R32 для комбайна «Дон-1500» та широкопрофільних покришок 71х47.00-25 для розкидачі добрив.
- 1990 — виробниче об'єднання «Дніпрошина» перетворено в орендне підприємство «Дніпрошина».
- 1994 — орендне підприємство «Дніпрошина» акціоновано і перейменовано на ВАТ «Дніпрошина».
- 1995 — освоєно випуск 27 типорозмірів легкових радіальних шин.
- 1997 — розпочато випуск вузькопрофільних радіальних шин для імпортної сільгосптехніки і високоеластичних масивних шин для спеціальної техніки.
- 2000 — розпочато випуск великогабаритних радіальних сільськогосподарських шин. Створено дочірнє підприємство «Торговий дім „Дніпрошина“».
- 2005 — на підприємстві розпочато випуск гумокордних покришок.
- 2012 — Господарський суд Дніпропетровської області 6 листопада визнав банкрутом ВАТ "Дніпрошина" і відкрив ліквідаційну процедуру у відношенні підприємства.[1] В тому ж році ПрАТ «Інтермікро Дельта, Інк» виступило інвестором, а пізніше викупило майновий комплекс ВАТ «Дніпрошина». Підприємство розпочало свою виробничу діяльність спільно з німецькою компанією TTC GmbH (Technical Tire Consulting), в результаті співпраці створена надійна система виробництва високоякісних шин, які відповідають європейським стандартам.
- 2013 — підприємство «Інтермікро Дельта, Інк» успішно пройшло сертифікацію відповідності системи менеджменту якості вимогам міжнародного стандарту ISO 9001: 2008. Освоєно серійний випуск лінійки легкових шин марки Sprint з посадковим діаметром 13, 14, і 15 дюймів. Легкові шини марки Sprint успішно пройшли європейську сертифікацію.
- 2014 — просування на ринок нового бренду сільгоспшин - AGROPOWER.
- 2021 - у листопаді місцеві ЗМІ повідомили, що на місці занедбаного шинного заводу планують спорудити сортувальний центр Укрпошти.[2]

## Керівники
- Казакевич Аркадій Вікентійович - 1961 - 1979 - директор Дніпропетровського шинного заводу
- Тютін Вячеслав Олександрович - з 1994 - президент ВАТ "Дніпрошина", з 2000 - голова ради акционерів
- Вербас Віталій Володимирович - з 1999 - генеральний директор ВАТ "Дніпрошина"
- Засоба Валерій - в.о. генерального директора
- Науменко Роман Петрович - з 16.01.2012

## Нагороди
- 2007 — «Міжнародна Золота нагорода за Якість і Бізнес Престиж». Женева, Швейцарія.
- 2006 — Диплом Українського Фонду науково-економічного та юридичного співробітництва за вагомий внесок у розвиток економіки України.
- 2005 — Нагорода переможця Всеукраїнського конкурсу якості продукції «100 найкращих товарів України».
- 2005 — Сертифікат «Визнання досконалості в Україні» 10-го національного конкурсу якості. Київ, Україна.
- 2005 — Платинова нагорода за технологію, якість і найкращу торгову марку. Париж, Франція.
- 2004 — Нагорода переможця Всеукраїнського конкурсу якості продукції «100 найкращих товарів України».
- 2004 — Золотий Приз «За технологію та якість». Женева, Швейцарія.
- 2003 — Міжнародна нагорода «Європейська якість». Міжнародна Корпорація Соціального партнерства «Європейська Ділова Асамблея», Оксфорд, Англія.
- 2003 — Почесна нагорода «Золота Медаль Наполеона SPI». Асоціація сприяння промисловості Франції, Париж, Франція.
- 2004 — Приз Міської Ради м. Дніпропетровська «Найкращий роботодавець 2002 року». Дніпропетровськ, Україна.
- 2002 — Приз «За виробництво високоякісних шин універсального призначення і гумо-технічних виробів». Всеукраїнський конкурс якості.
- 2002 — «Золота медаль SPI», — за ефективну роботу підприємства, його авторитет на внутрішньому і зовнішньому ринку, якість товарів і послуг, Париж, Франція.
- 2002 — «Вища проба за високу якість та конкурентоспроможність продукції, що випускається — шин і виробів шинного профілю», Україна.
- 2002 — Сертифікат, який засвідчує, що ВАТ «Дніпрошина» увійшла до рейтингу "ТОП-100. Найкращі компанії України "за підсумками 2002 року.
- 2002 — Міжнародна Золота Нагорода «За якість і престиж». Otherways Intl Research Consultants, Бейрут, Ліван.
- 2002 — Міжнародний приз Європи «За якість» Видавництво «Офіс» Клуб Лідерів Торгівлі, Париж, Франція.
- 2001 — Міжнародна нагорода «Золотий злиток» — як найбільш стійко працююче підприємство. Вищий Женевський Інститут Бізнесу та Менеджменту, Париж, Франція.
- 2000 — Нагорода Тисячоліття «За успіхи у виробничій, комерційній діяльності, наукових пошуках», Євромаркет Форум-2000, Дослідницький Центр Євромаркет, Брюссель, Бельгія.
- 2000 — Золотий приз за найкращу торгову марку — приз нового тисячоліття, Клуб Торгових Лідерів та Видавничий Офіс, Мадрид, Іспанія.
- 1999 — «Міжнародна нагорода 99», Євромаркет Форум 99. Дослідницький Центр Євромаркет, Брюссель, Бельгія.
- 1999 — «Золота Зірка за якість». Міжнародна Конвенція з Якості, Женева, Швейцарія.
- 1996 — «Міжнародна нагорода за найкращу торговельну фірму», Клуб Торгових Лідерів та Видавничий Офіс, Мадрид, Іспанія.
- 1996 — «Золотий Глобус» за винятковий внесок у розвиток економіки своєї країни та інтеграції у світову економіку і за якісну і конкурентноздатну продукцію. Фонд Розвитку Сходу, Вілмінгтон, США.
- 1995 — Нагорода «Факел Бірмінгама», за успішне економічне виживання і розвиток в умовах соціально-економічної кризи. Програма «Посли Американського народу», Інститут Міжнародних Фінансів та Економічного партнерства, Міжнародна Академія Лідерів Бізнесу та Адміністрації. Бірмінгам, США; Москва, Росія.
- 1995 — Міжнародна нагорода за технологію і якість. Клуб Торгових Лідерів та Видавничий Офіс, Рим, Італія.
- 1995 — Міжнародна нагорода «Алмазна Зірка за якість». Національний Інститут маркетингу, Мехіко, Мексика.
- 1994 — «Міжнародна нагорода за найкращу торговельну фірму». Клуб Торгових Лідерів та Видавничий Офіс, Мадрид, Іспанія.